# Эллебрёд

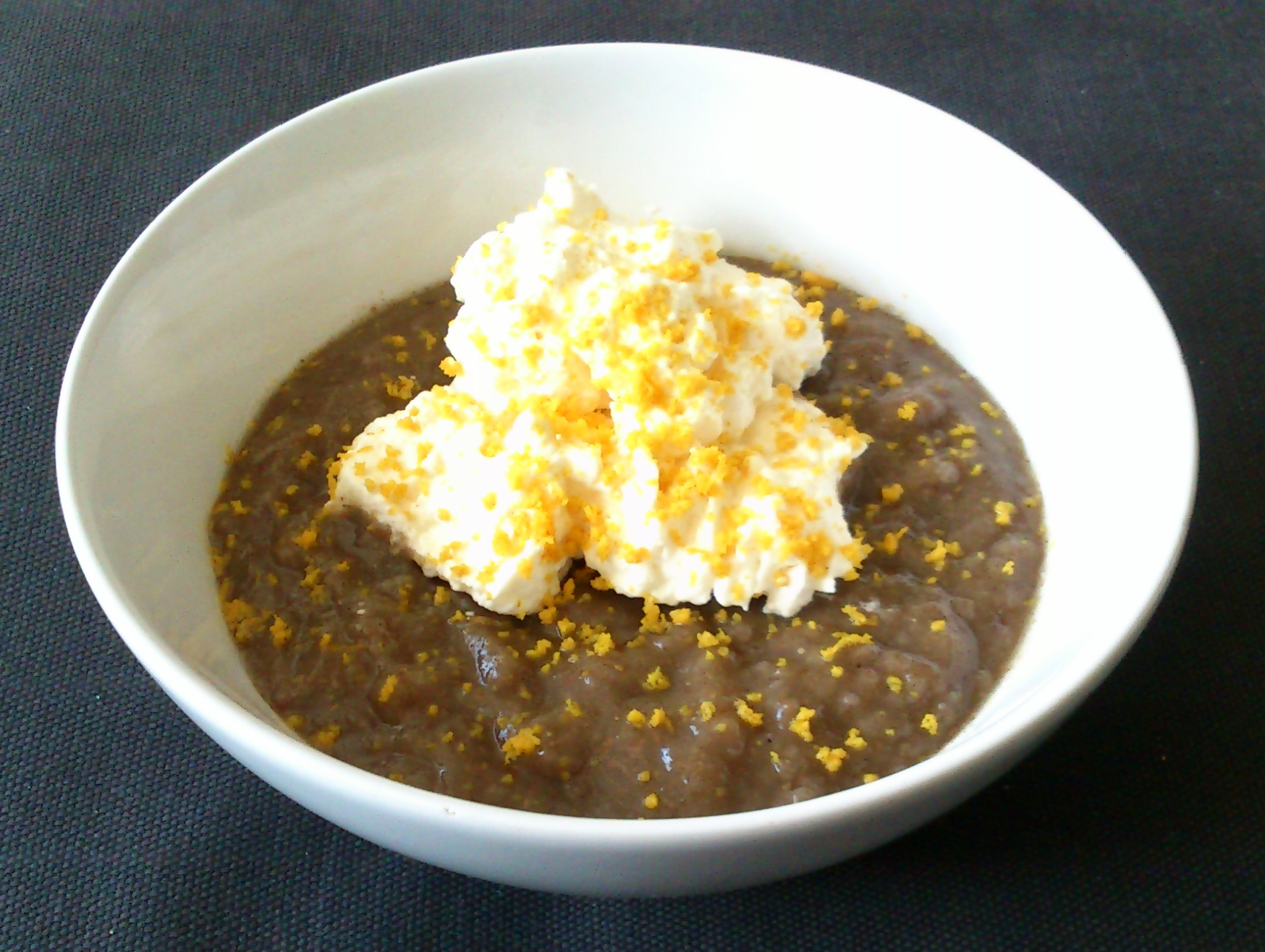
Датский эллебрёд со сливками и цедрой

Эллебрёд (дат. øllebrød, от датск."эль"/«пиво» и «хлеб») — традиционное датское блюдо. Каша или густой суп из датского тёмного ржаного хлеба на закваске — ругбрёд и пива, тёмного или белого. Блюдо считается лёгкоусвояемым и питательным, и его часто подают в больницах и домах престарелых.
Эллебрёд придумали монахи-аскеты. Они использовали чёрствый ржаной хлеб, который крошили в горячее пиво, и могли употреблять это блюдо в течение всего дня. Со временем эллебрёд стали подслащивать и употреблять в основном на завтрак. Современные рецепты датской кухни позволяют использовать разные виды хлеба и пива. Сегодня его обычно готовят также с молоком, сливочным маслом, используют взбитые сливки, тертый яичный желток, корицу, ваниль, цедру апельсина или лимона. Хлеб замачивают в пиве, затем немного варят на медленном огне до загустения, добавляют остальные ингредиенты. Для изготовления эллебрёда продают растворимые порошковые смеси.